# Кубок Румунії з футболу 2004—2005
Кубок Румунії з футболу 2004—2005 — 67-й розіграш кубкового футбольного турніру в Румунії. Титул втретє поспіль здобув Динамо (Бухарест).

## 1/16 фіналу
| Команда 1                      | Рахунок      | Команда 2               |
| ------------------------------ | ------------ | ----------------------- |
| 13 жовтня 2004                 |              |                         |
| Ботошані (2)                   | 0:1          | Оцелул                  |
| Каллатіс (Мангалія) (2)        | 0:1          | Апулум (Алба-Юлія)      |
| Арметура (Залеу) (2)           | 0:2          | Університатя (Крайова)  |
| Дачія Уніря Бреїла (2)         | 1:0          | Рапід (Бухарест)        |
| Університатя (Клуж-Напока) (2) | 1:0          | Стяуа                   |
| Олімпія (Сату-Маре) (2)        | 1:1 пен. 3:5 | Динамо (Бухарест)       |
| Каракал (2)                    | 0:4          | Націонал (Бухарест)     |
| Динамо-2 (Бухарест) (2)        | 3:2          | Політехніка (Тімішоара) |
| Бакеу-2 (3)                    | 0:2          | Фарул (Констанца)       |
| Газ Метан (2)                  | 1:0          | Брашов                  |
| Інтернаціонал (Пітешть) (2)    | 0:0 пен. 4:5 | Бакеу                   |
| УТА (Арад) (2)                 | 1:0          | Політехніка (Ясси)      |
| Дева (2)                       | 0:3          | Спортул Студенцеск      |
| Уніря (Урзічень) (2)           | 1:2          | Арджеш                  |
| Гімбав (2)                     | 0:2          | Глорія (Бистриця)       |
| Пандурій (2)                   | 0:1          | ЧФР (Клуж-Напока)       |

## 1/8 фіналу
| Команда 1               | Рахунок      | Команда 2                      |
| ----------------------- | ------------ | ------------------------------ |
| 27 жовтня 2005          |              |                                |
| УТА (Арад) (2)          | 0:1          | Спортул Студенцеск             |
| Апулум (Алба-Юлія)      | 0:2          | Дачія Уніря Бреїла (2)         |
| Арджеш                  | 2:1          | Глорія (Бистриця)              |
| Динамо (Бухарест)       | 1:0          | Газ Метан (2)                  |
| Оцелул                  | 1:1 пен. 5:4 | Університатя (Клуж-Напока) (2) |
| Фарул (Констанца)       | 2:1          | ЧФР (Клуж-Напока)              |
| Динамо-2 (Бухарест) (2) | 2:3 дч       | Університатя (Крайова)         |
| Націонал (Бухарест)     | 5:1          | Бакеу                          |

## 1/4 фіналу
| Команда 1                  | Заг. | Команда 2              | 1-й матч | 2-й матч |
| -------------------------- | ---- | ---------------------- | -------- | -------- |
| 10 листопада/1 грудня 2005 |      |                        |          |          |
| Спортул Студенцеск         | 2:3  | Націонал (Бухарест)    | 2:0      | 0:3      |
| Університатя (Крайова)     | 2:1  | Арджеш                 | 1:0      | 1:1      |
| Оцелул                     | 1:4  | Фарул (Констанца)      | 1:2      | 0:2      |
| Динамо (Бухарест)          | 3:0  | Дачія Уніря Бреїла (2) | 1:0      | 2:0      |

## 1/2 фіналу
| Команда 1                 | Заг.    | Команда 2              | 1-й матч | 2-й матч |
| ------------------------- | ------- | ---------------------- | -------- | -------- |
| 16 березня/13 квітня 2005 |         |                        |          |          |
| Націонал (Бухарест)       | 2:5     | Динамо (Бухарест)      | 2:1      | 0:4      |
| Фарул (Констанца)         | 2:2 (ч) | Університатя (Крайова) | 1:0      | 1:2      |

## Фінал
| 11 травня 2005 |

| Динамо (Бухарест) | 1:0      | Фарул (Констанца) |
| ----------------- | -------- | ----------------- |
| Грігорі 6'        | Протокол |                   |

| Котрокені, Бухарест Глядачів: 15 000 Арбітр: Лоран Дюамель |